# Рудін Олександр Микитович
Олександр Микитович Рудін (28 липня 1911, село Слобода, тепер Сердобського району Пензенської області, Російська Федерація — ?) — радянський діяч, перший заступник голови Ради міністрів Узбецької РСР. Депутат Верховної Ради СРСР 5-го скликання.

## Життєпис
Народився в селянській родині.
З 1927 року — землекоп, вибійник на рудниках, бригадир бетонників.
Закінчив Московський авіаційний інститут.
Після закінчення інституту — старший інженер, начальник групи, начальник відділу Головного управління Народного комісаріату авіаційної промисловості СРСР.
У 1941—1950 роках — заступник директора, директор заводу № 84 Народного комісаріату (Міністерства) авіаційної промисловості СРСР.
Член ВКП(б) з 1943 року.
27 червня 1950 — 3 грудня 1955 року — заступник голови Ради міністрів Узбецької РСР.
3 грудня 1955 — 10 січня 1962 року — 1-й заступник голови Ради міністрів Узбецької РСР.
Подальша доля невідома.

## Звання
- інженер-капітан

## Нагороди
- три ордени Трудового Червоного Прапора (16.09.1945, 26.01.1950, 11.01.1957)
- орден Червоної Зірки (1943)
- медаль «За оборону Москви»
- медалі